# Мартр-Толозан
Мартр-Толоза́н (фр. Martres-Tolosane, окс. Martras Tolosana) — коммуна во Франции, находится в регионе Юг — Пиренеи. Департамент — Верхняя Гаронна. Входит в состав кантона Казер. Округ коммуны — Мюре.
Код INSEE коммуны — 31324.

## География
Коммуна расположена приблизительно в 640 км к югу от Парижа, в 60 км к юго-западу от Тулузы.
По территории коммуны протекает река Гаронна и проходит канал Сен-Мартори.

## Климат
Климат умеренно-океанический. Зима мягкая и снежная, весна характеризуется сильными дождями и грозами, лето сухое и жаркое, осень солнечная. Преобладают сильные юго-восточные и северо-западные ветры.

## Население
Население коммуны на 2010 год составляло 2231 человек.
| 1962 | 1968 | 1975 | 1982 | 1990 | 1999 | 2010 |
| ---- | ---- | ---- | ---- | ---- | ---- | ---- |
| 1884 | 2024 | 1909 | 1925 | 1929 | 1684 | 2231 |

## Администрация
| Период | Период | Фамилия         | Партия                  | Примечания |
| ------ | ------ | --------------- | ----------------------- | ---------- |
| 2001   | 2008   | Брижит Рединжер | Социалистическая партия |            |
| 2008   | 2014   | Кароль Дельга   | Социалистическая партия |            |

## Экономика
В 2010 году среди 1265 человек трудоспособного возраста (15—64 лет) 952 были экономически активными, 313 — неактивными (показатель активности — 75,3 %, в 1999 году было 66,2 %). Из 952 активных жителей работали 817 человек (425 мужчин и 392 женщины), безработных было 135 (64 мужчины и 71 женщина). Среди 313 неактивных 71 человек были учениками или студентами, 141 — пенсионерами, 101 были неактивными по другим причинам.

## Достопримечательности
- Готическая церковь Сен-Видьян (XIV век). Исторический памятник с 1926 года[4]
- Замок Теб (XVII век). Исторический памятник с 1994 года[5]
- Галло-романская вилла Шираган. Археологический памятник, исторический памятник с 1998 года[6]
- Археологический музей

## Фотогалерея
- Мартр-Толозан
- Церковь Сен-Видьян
- Интерьер церкви Сен-Видьян
- Бюсты с виллы Шираган
- План виллы Шираган